# Nadciśnienie wrotne
Nadciśnienie wrotne – zwiększenie ciśnienia w żyle wrotnej powyżej 13 mm Hg (>1,7 kPa). Jest najczęstszym powikłaniem marskości wątroby.

## Etiologia

### Blok przedwątrobowy
Zakrzepica żyły śledzionowej lub zakrzepica żyły wrotnej:
- u chorych z czerwienicą prawdziwą
- kobiet zażywających doustne środki antykoncepcyjne
- przy zakażeniach pępowiny u noworodków
- przy ucisku na żyłę wrotną przez guz, torbiel trzustki, węzły chłonne
- spowodowana urazami
- w wyniku zapalenia otrzewnej

### Blok wątrobowy
- blok przedzatokowy:
  - pierwotne zapalenie dróg żółciowych
  - choroba Wilsona
  - schistosomatoza
- blok zatokowy:
  - marskość wątroby
- blok zazatokowy:
  - uszkodzenie polekowe wątroby

### Blok pozawątrobowy
- zespół Budda-Chiariego
- zaciskające zapalenie osierdzia
- przewlekła niewydolność prawokomorowa serca[1]
- choroba wenookluzyjna wątroby[1]

## Patofizjologia
Prawidłowe ciśnienie w żyle wrotnej wynosi 5–10 mm Hg (0,7–1,33 kPa). W ciągu minuty przez wątrobę przepływa od 1000 do 1500 ml krwi, z czego 2/3 pochodzi z żyły wrotnej (pozostała część z tętnicy wątrobowej). 
Zwiększenie oporu w krążeniu wrotnym prowadzi do rozwoju nadciśnienia wrotnego. Ciśnienie w układzie wrotnym powyżej 12 mm Hg (nierzadko zdarza się, że jego wielkość osiąga nawet 20–30 mm Hg) świadczy o nadciśnieniu wrotnym. Istotna jest też różnica ciśnień pomiędzy żyłą główną dolną a żyłą wrotną. W warunkach prawidłowych nie powinna ona przekraczać 5 mm Hg (0,67 kPa). Przy wartości równej 10 mm Hg prawdopodobieństwo powstania żylaków przełyku jest duże, a przy 12 mm Hg zwiększa się ryzyko ich pęknięcia.  Następstwem nadciśnienia wrotnego jest rozwój krążenia obocznego:
- krążenia wrotno-żołądkowo-przełykowego, z rozwojem żylaków przełyku i dna żołądka
- krążenia okołopępkowego pomiędzy żyłami okołopępkowymi a żyłą nabrzuszną powierzchowną, z rozwojem tak zwanej głowy Meduzy
- krążenia pomiędzy żyłami krezkowymi a żyłami odbytu, z rozwojem żylaków odbytu
- krążenia żołądkowo-przeponowo-nadnerczowego i żołądkowo-przeponowo-nerkowego.

## Objawy
Wynikają głównie z rozwoju powikłań nadciśnienia wrotnego:
- żylaki przełyku i żylaki żołądka,
- wodobrzusze i jego powikłania:
  - samoistne bakteryjne zapalenie otrzewnej,
  - zespół wątrobowo-nerkowy,
  - zespół wątrobowo-płucny,
  - płyn w jamie opłucnej,
  - refluksowe zapalenie przełyku,
- głowa Meduzy – widoczne żyły krążenia obocznego pod skórą brzucha,
- splenomegalia – powiększenie śledziony,
- hepatomegalia – powiększenie wątroby (w niektórych przypadkach, w zależności od etiologii),
- encefalopatia wątrobowa (w niewydolności wątroby),
- objawy choroby podstawowej.

## Rozpoznanie
Głównie na podstawie obecności powikłań:
- endoskopia – stwierdzenie żylaków przełyku i dna żołądka
- USG jamy brzusznej – wodobrzusze i hepatosplenomegalia
- USG dopplerowskie – stwierdzenie krążenia obocznego pomiędzy żyłą wrotną a żyłą główną dolną
- inwazyjny pomiar ciśnienia zaklinowania w żyle wrotnej
- angiografia – stwierdzenia krążenia obocznego

Ponadto badania diagnostyczne potwierdzające chorobę podstawową.

## Leczenie
- leczenie choroby podstawowej
- leczenie krwotoków z żylaków przełyku: metody endoskopowe (podwiązanie, sklerotyzacja, obliteracja klejem tkankowym), metody farmakologiczne (somatostatyna, terlipresyna), balonikowanie (zgłębnik Sengstakena-Blakemore’a, zgłębnik Lintona-Nachlasa)
  - zapobieganie krwotokom z żylaków przełyku: β-blokery, azotany, planowa sklerotyzacja lub podwiązanie, zespolenie wrotno-układowe, operacja Sugiury
- leczenie wodobrzusza: ograniczenie podaży sodu, ograniczenie podaży płynów, spironolakton, diuretyki pętlowe, paracenteza
- leczenie encefalopatii wątrobowej
- przeszczepienie wątroby